# フジキ
フジキ（藤木、学名: Platyosprion platycarpum）はマメ科フジキ属の落葉高木。和名の由来は、葉がつる植物のフジの葉に似るので「藤木」の名がある。別名、ヤマエンジュ（山槐）。

## 特徴
日本の本州（福島県以南の中部から西部）、四国、九州、対馬に分布し、日本以外では中国に分布する。山地の湿気のある山中にまれに生える。
落葉広葉樹の高木（夏緑高木）。幹は直立して、高さ10 - 20メートル (m) くらいになる。樹皮は灰褐色でなめらか。枝は皮目が多く、若い枝は表面には毛が生えている。
葉は互生し、奇数羽状複葉で長さ20 - 30センチメートル (cm) 、3 - 17個の小葉をつける。小葉はフジのように対生せずに互生し、長さ4 - 8 cmの卵状長楕円形で先端はとがっている。葉表は緑色、葉裏は淡緑色で、脈に沿って白い短毛があるほかは無毛である。
花期は夏（6 - 7月）。枝の先に12 - 25 cmの総状花序あるいは円錐花序をつけ、白い蝶形花を房状に咲かせる。花は長さ12 - 15ミリメートル (mm) 、萼は褐色、雄蕊は10本あり離生している。果実は長さ4 - 9 cmの豆果で、扁平な長楕円形、両側に翼がある。
冬芽は互生し、裸芽が黒褐色の毛に覆われ、葉柄の基部に包まれて越冬する（葉柄内芽）。さらに灰白色の薄い紙状の袋に包まれて冬の間保護されている。枝の先には仮頂芽をつける。葉痕は冬芽を囲むようなO字形で、維管束痕が3個ある。
材は建築や細工物に用いる。辺材は白色で、心材は黄色である。

## ギャラリー

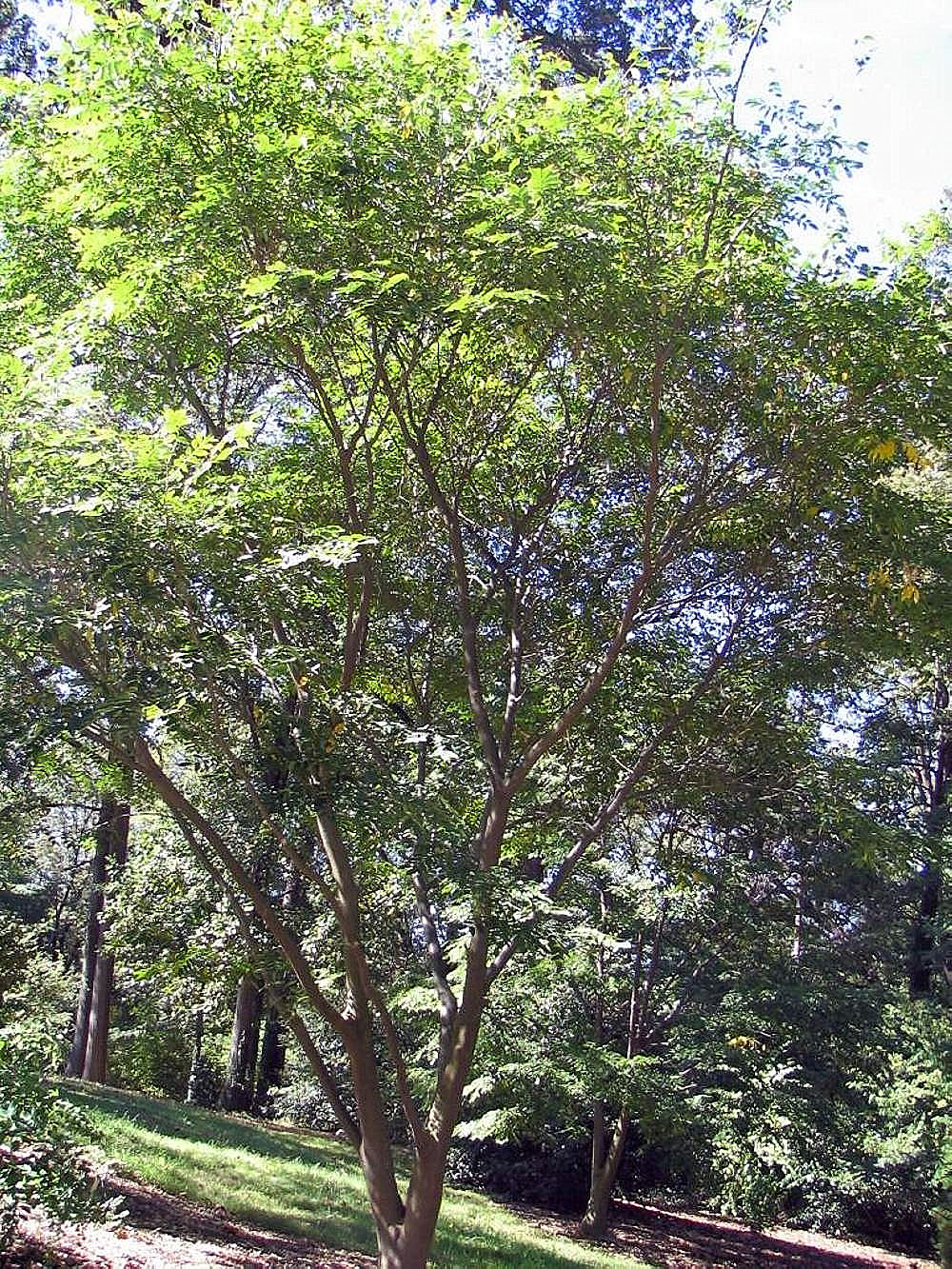
樹形
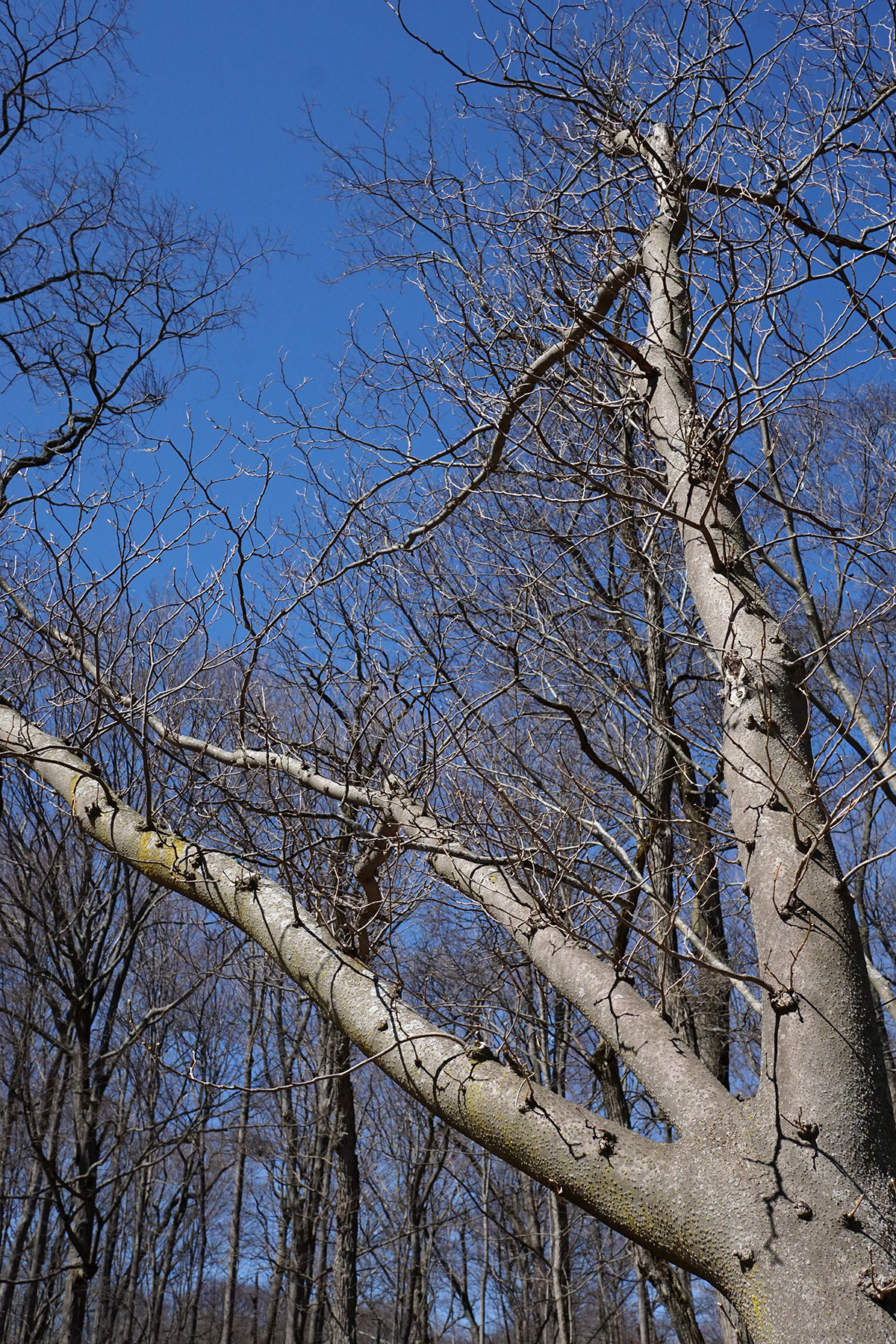
幹と枝
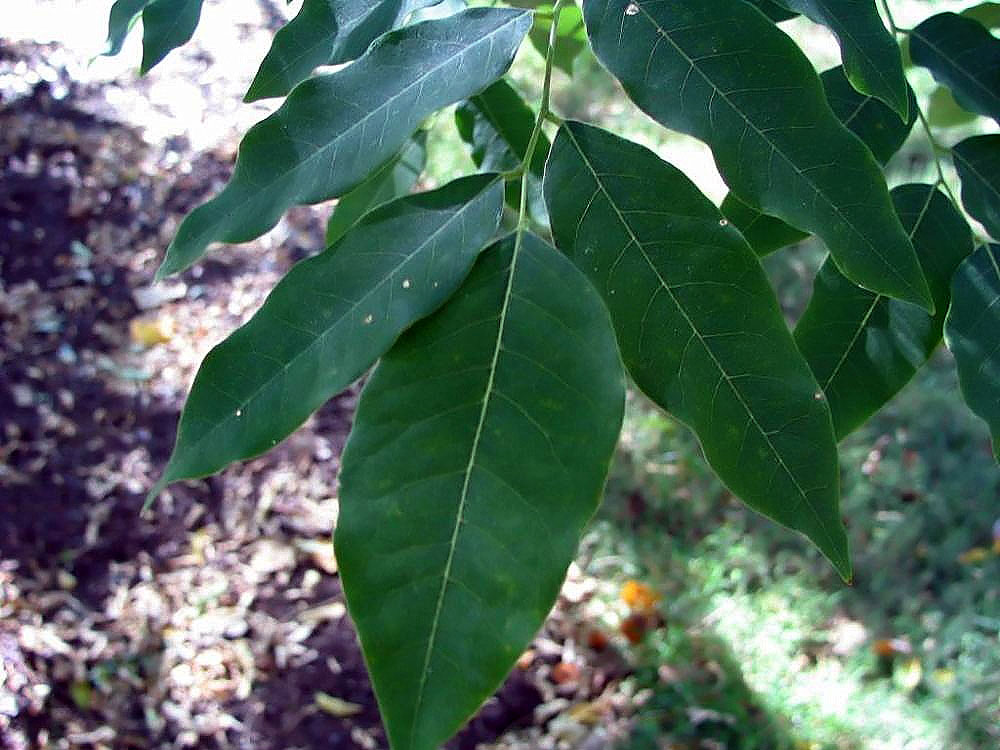
葉
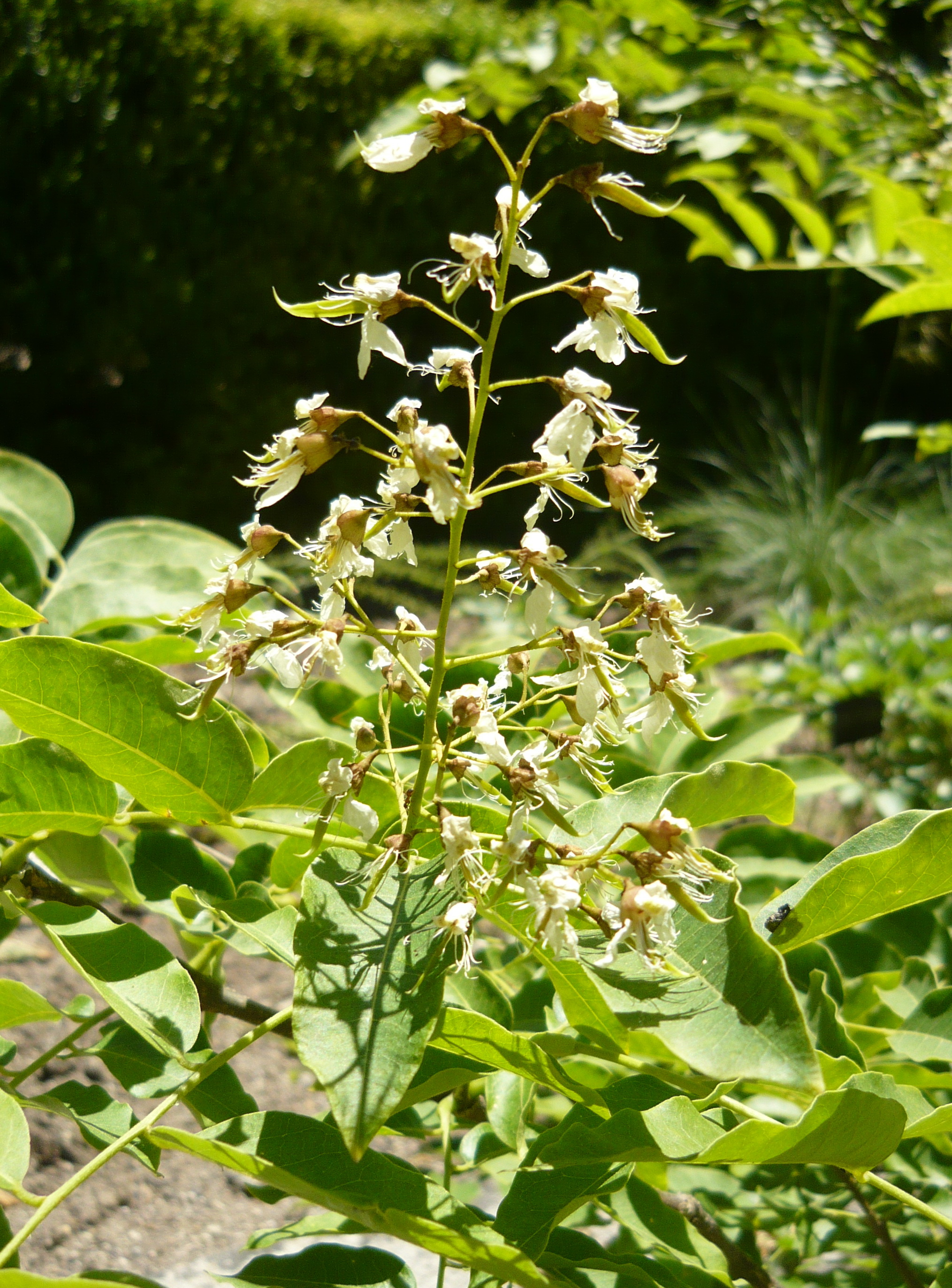
花序
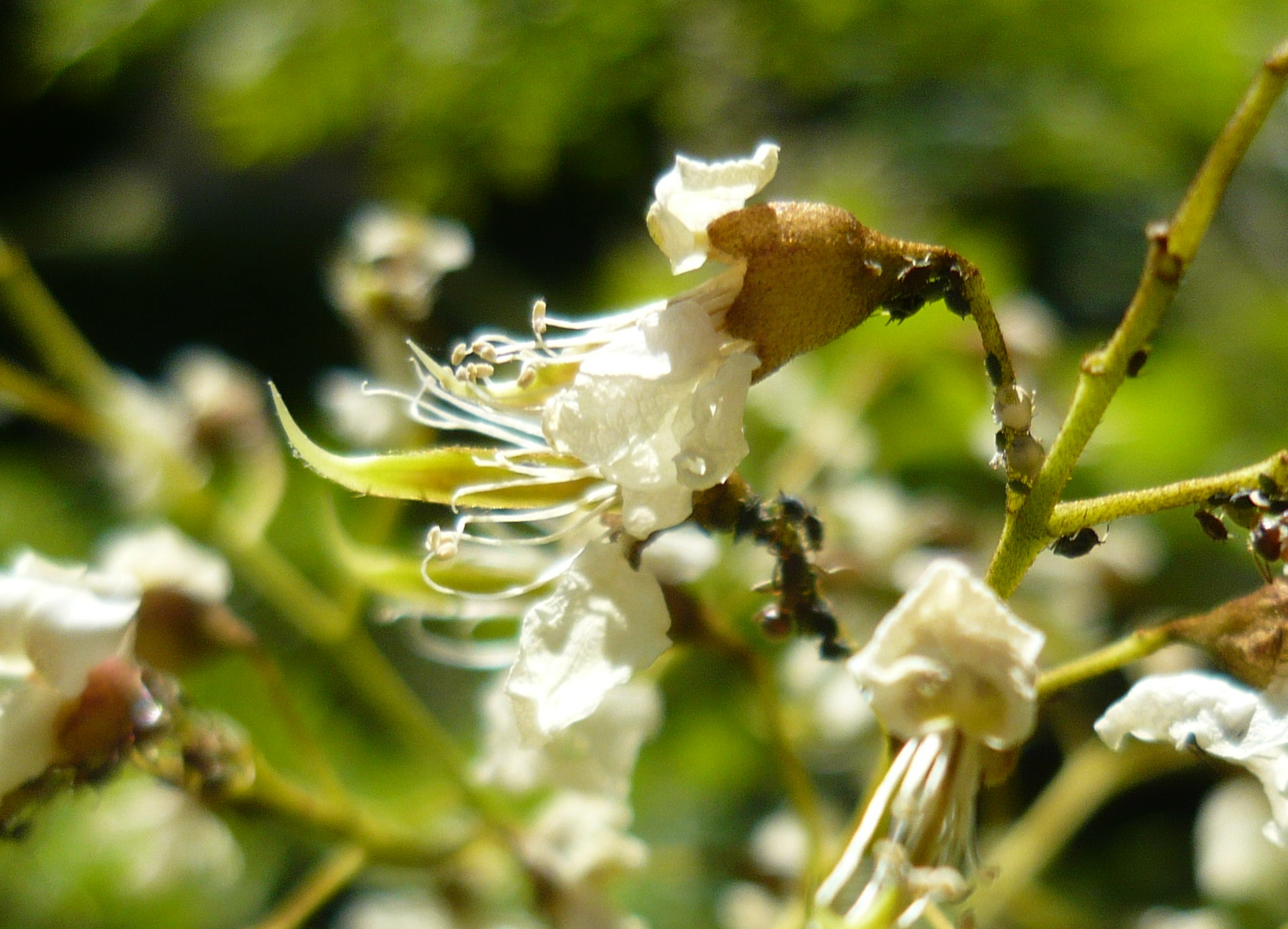
花